# 納瓦霍丹 (新墨西哥州)
納瓦霍丹（英語：Navajo Dam）是位於美國新墨西哥州聖胡安縣的普查規定居民點。

## 人口
根據2020年美國人口普查的數據，納瓦霍丹的面積為34.95平方千米，當中陸地面積為31.26平方千米，而水域面積為3.69平方千米。當地共有人口253人，而人口密度為每平方千米7.24人。